# Lijst van Stolpersteine in Rotterdam-Oost

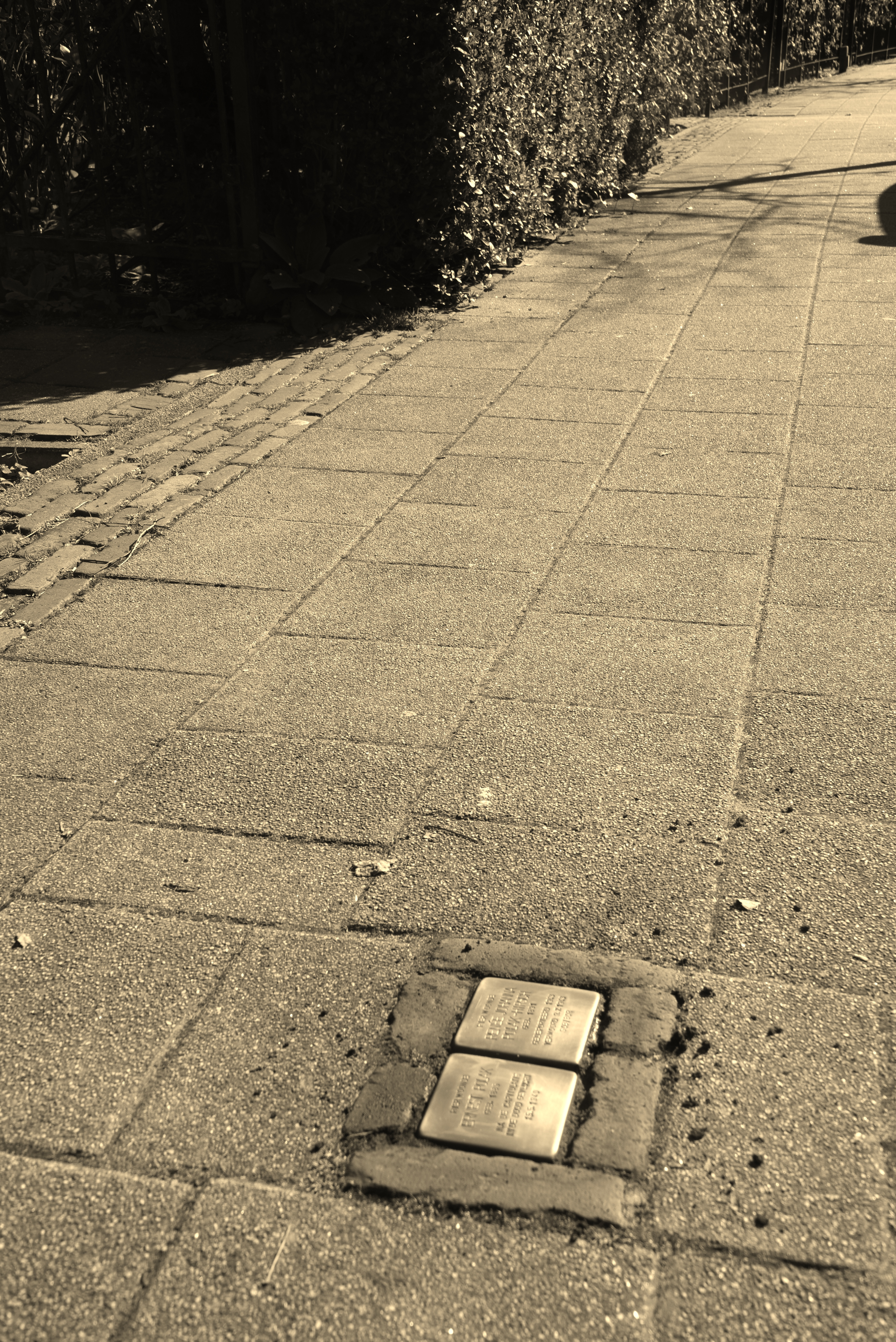
Stolpersteine voor familie Polak, Rozenburglaan 30

De lijst van Stolpersteine in Rotterdam-Oost geeft een overzicht van de gedenkstenen zijn geplaatst in Kralingen-Crooswijk in het kader van het Stolpersteine-project van de Duitse beeldhouwer-kunstenaar Gunter Demnig. Op initiatief van de Stichting Comité Loods 24 zijn 366 Stolpersteine in Rotterdam geplaatst (onder andere voor de ouders van Isaac Lipschits en de grootouders van Job Cohen). Omdat het Stolpersteine-project doorloopt, kan deze lijst onvolledig zijn.
Stolpersteine zijn opgedragen aan slachtoffers van het nationaalsocialisme, al diegenen die zijn vervolgd, gedeporteerd, vermoord, gedwongen te emigreren of tot zelfmoord gedreven door het nazi-regime. Demnig legt voor elk slachtoffer een aparte steen, meestal voor de laatste zelfgekozen woning.
Al enkele malen zijn Rotterdamse Stolpersteine gestolen. Ze worden teruggeplaatst en - evenals nieuw te plaatsen gedenksteentjes - steviger in de bodem verankerd.

## Kralingen-Crooswijk
In het stadsdeel Kralingen-Crooswijk zijn vanaf september 2023 tot 2024 veertig Stolpersteine geplaatst op vijftien adressen.
| Afbeelding | Inscriptie | Adres                                                   | Biografie                                                   |
| ---------- | --- | ------------------------------------------------------- | ----------------------------------------------------------- |
|            | HIER WOONDE HANS BARTELS GEB. 1936 GEDEPORTEERD 1942 UIT WESTERBORK VERMOORD 14.9.1942 AUSCHWITZ                                 | Oudedijk 57a Kralingen-Crooswijk                        | Hans Bartels (1936–1942)                                    |
|            | HIER WOONDE LION BARTELS GEB. 1898 GEDEPORTEERD 1942 UIT AMERSFOORT VERMOORD 28.7.1942 AUSCHWITZ                                 | Oudedijk 57a Kralingen-Crooswijk                        | Lion Bartels (1898–1942)                                    |
|            | HIER WOONDE MARIETTE BARTELS- DAVIDS GEB. 1912 GEDEPORTEERD 1942 UIT WESTERBORK VERMOORD 14.9.1942 AUSCHWITZ                     | Oudedijk 57a Kralingen-Crooswijk                        | Mariette Bartels-Davids (1912–1942)                         |
|            | HIER WOONDE MEIJER BOESMAN GEB. 1881 GEDEPORTEERD 1942 UIT WESTERBORK VERMOORD 22.10.1942 AUSCHWITZ                              | Oudedijk 212 Kralingen-Crooswijk                        | Meijer Boesman (1881–1942)                                  |
|            | HIER WOONDE EVA BOESMAN- STERN GEB. 1891 GEDEPORTEERD 1942 UIT WESTERBORK VERMOORD 22.10.1942 AUSCHWITZ                          | Oudedijk 212 Kralingen-Crooswijk                        | Eva Boesman-Stern (1891–1942)                               |
|            | HIER WOONDE FRITS SALOMON VAN CLEEFF GEB. 1890 GEDEPORTEERD 1943 UIT WESTERBORK VERMOORD 17.9.1943 AUSCHWITZ                     | Oranjelaan 26b Kralingen-Crooswijk                      | Frits Salomon van Cleeff (1890–1943)                        |
|            | HIER WOONDE EVELINE HENRIETTE SARA VAN CLEEFF- SPANJAARD GEB. 1893 GEDEPORTEERD 1943 UIT WESTERBORK VERMOORD 17.9.1943 AUSCHWITZ | Oranjelaan 26b Kralingen-Crooswijk                      | Eveline Henriette Sara van Cleeff-Spanjaard (1893–1943)     |
|            | HIER WOONDE HENDRIK COHEN GEB. 1879 GEDEPORTEERD 1944 UIT WESTERBORK VERMOORD 11.1.1945 BERGEN-BELSEN                            | Rozenburglaan 100 Kralingen-Crooswijk                   | Hendrik Cohen (1879–1945), de grootvader van Job Cohen      |
|            | HIER WOONDE FLORA COHEN-POLAK GEB. 1885 GEDEPORTEERD 1944 UIT WESTERBORK VERMOORD 4.3.1945 BERGEN-BELSEN                         | Rozenburglaan 100 Kralingen-Crooswijk                   | Flora Cohen-Polak (1885–1945), de grootmoeder van Job Cohen |
|            | HIER WOONDE ANDRIES JACOB VAN DAM GEB. 1901 GEDEPORTEERD 1942 UIT WESTERBORK VERMOORD 31.3.1944 MIDDEN-EUROPA                    | Boezemstraat 11-117 (voorheen: 36a) Kralingen-Crooswijk | Andries Jacob van Dam (1901–1944)                           |
|            | HIER WOONDE BENJAMIN ANDRIES VAN DAM GEB. 1931 GEDEPORTEERD 1942 UIT WESTERBORK VERMOORD 19.10.1942 AUSCHWITZ                    | Boezemstraat 11-117 (voorheen: 36a) Kralingen-Crooswijk | Benjamin Andries van Dam (1931–1942)                        |
|            | HIER WOONDE FROUKTJE VAN DAM GEB. 1933 GEDEPORTEERD 1942 UIT WESTERBORK VERMOORD 19.10.1942 AUSCHWITZ                            | Boezemstraat 11-117 (voorheen: 36a) Kralingen-Crooswijk | Frouktje van Dam (1933–1942)                                |
|            | HIER WOONDE JACOB ANDRIES VAN DAM GEB. 1928 GEDEPORTEERD 1942 UIT WESTERBORK VERMOORD 19.10.1942 AUSCHWITZ                       | Boezemstraat 11-117 (voorheen: 36a) Kralingen-Crooswijk | Jacob Andries van Dam (1928–1942)                           |
|            | HIER WOONDE REGINA VAN DAM GEB. 1938 GEDEPORTEERD 1942 UIT WESTERBORK VERMOORD 19.10.1942 AUSCHWITZ                              | Boezemstraat 11-117 (voorheen: 36a) Kralingen-Crooswijk | Regina van Dam (1938–1942)                                  |
|            | HIER WOONDE LEENTJE VAN DAM -VAN DAM GEB. 1897 GEDEPORTEERD 1942 UIT WESTERBORK VERMOORD 19.10.1942 AUSCHWITZ                    | Boezemstraat 11-117 (voorheen: 36a) Kralingen-Crooswijk | Leentje van Dam-van Dam (1897–1942)                         |
|            | HIER WOONDE JACOB VAN GELDER GEB. 1871 GEDEPORTEERD 1943 UIT WESTERBORK VERMOORD 23.4.1943 SOBIBOR                               | Oudedijk 206 Kralingen-Crooswijk                        | Jacob van Gelder (1871–1943)                                |
|            | HIER WOONDE MIETJE VAN GELDEREN- VAN GELDERE GEB. 1871 GEDEPORTEERD 1943 UIT WESTERBORK VERMOORD 23.4.1943 SOBIBOR               | Oudedijk 206 Kralingen-Crooswijk                        | Mietje van Gelder-van Geldere (1871–1943)                   |
|            | HIER WOONDE EMILIE THERÈZE VAN GOSSELAAR GEB. 1892 GEDEPORTEERD 1942 UIT WESTERBORK VERMOORD 30.9.1942 AUSCHWITZ                 | Oudedijk 432 (was nr. 228c)                             | Emilie Therèze van Gosselaar (1892–1942)                    |
|            | HIER WOONDE FRANCINA MARGARETHA VAN GOSSELAAR GEB. 1890 GEDEPORTEERD 1943 UIT WESTERBORK VERMOORD 28.5.1943 SOBIBOR              | Oudedijk 432 (was nr. 228c)                             | Francina Margaretha van Gosselaar (1890–1943)               |
|            | HIER WOONDE LEOPOLD HERTZBERGER GEB. 1922 GEDEPORTEERD 1943 AUSCHWITZ VERMOORD 30.4.1943                                         | Crooswijksesingel 32 Kralingen-Crooswijk                | Leopold Hertzberger (1922–1943)                             |
|            | HIER WOONDE PIENAS LEVIE GEB. 1879 GEDEPORTEERD 1942 UIT WESTERBORK VERMOORD 15.10.1942 AUSCHWITZ                                | Crooswijksesingel 31a Kralingen-Crooswijk               | Pienas Levie (1879–1942)                                    |
|            | HIER WOONDE MEIJER PHILIP GEB. 1926 GEDEPORTEERD 1942 UIT WESTERBORK VERMOORD 31.3.1944 MIDDEN-EUROPA                            | Boezemstraat 11-117 (voorheen: 36a) Kralingen-Crooswijk | Meijer Philip (1926–1944)                                   |
|            | HIER WOONDE EVA ALEXANDRA PHILIPSE GEB. 1929 GEDEPORTEERD 1943 UIT WESTERBORK VERMOORD 21.5.1943 SOBIBOR                         | Crooswijksesingel 31a Kralingen-Crooswijk               | Eva Alexandra Philipse (1929–1943)                          |
|            | HIER WOONDE SAMSON SAMUEL PHILIPSE GEB. 1901 GEDEPORTEERD 1943 UIT WESTERBORK VERMOORD 21.5.1943 SOBIBOR                         | Crooswijksesingel 31a Kralingen-Crooswijk               | Samson Samuel Philipse (1901–1943)                          |
|            | HIER WOONDE WILHELMINA PHILIPSE-PRINS GEB. 1892 GEDEPORTEERD 1943 UIT WESTERBORK VERMOORD 21.5.1943 SOBIBOR                      | Crooswijksesingel 31a Kralingen-Crooswijk               | Wilhelmina Philipse-Prins (1892–1943)                       |
|            | HIER WOONDE ERNEST POLAK GEB. 1885 NA DE CAPITULATIE IN DE DOOD GEVLUCHT 15.5.1940                                               | Rozenburglaan 30 Kralingen-Crooswijk                    | Ernest Polak (1885–1940)                                    |
|            | HIER WOONDE RENÉE JOHANNA POLAK-HIRSCH GEB. 1891 GEDEPORTEERD 1943 VERMOORD 9.7.1943 SOBIBOR                                     | Rozenburglaan 30 Kralingen-Crooswijk                    | Renée Johanna Polak-Hirsch (1891–1943)                      |
|            | HIER WOONDE HIJMAN PRINS GEB. 1867 GEDEPORTEERD 1942 UIT WESTERBORK VERMOORD 15.10.1942 AUSCHWITZ                                | Crooswijksesingel 31a Kralingen-Crooswijk               | Hijman Prins (1867–1942)                                    |
|            | HIER WOONDE MIETJE PRINS-PHILIP GEB. 1866 GEDEPORTEERD 1942 UIT WESTERBORK VERMOORD 15.10.1942 AUSCHWITZ                         | Crooswijksesingel 31a Kralingen-Crooswijk               | Mietje Prins-Philip (1866–1942)                             |
|            | HIER WOONDE BERNARD ROOS GEB. 1883 GEDEPORTEERD 1942 UIT WESTERBORK VERMOORD 19.10.1942 AUSCHWITZ                                | Jonker Fransstraat 19 Kralingen-Crooswijk               | Barend Salomon Roos (1883–1942)                             |
|            | HIER WOONDE SARA BETJE ROOS-ABAS GEB. 1886 GEDEPORTEERD 1942 UIT WESTERBORK VERMOORD 19.10.1942 AUSCHWITZ                        | Jonker Fransstraat 19 Kralingen-Crooswijk               | Sara Betje Roos-Abas (1886–1942)                            |
|            | HIER WOONDE JACK CHARLES ROSENSTIEL GEB. 1914 GEDEPORTEERD 1942 UIT PITHIVIERS VERMOORD 1.9.1942 AUSCHWITZ                       | Oudedijk 13 Kralingen-Crooswijk                         | Jack Charles Rosenstiel (1914–1942)                         |
|            | HIER WOONDE SIEGMUND OTTO ROSENSTIEL GEB. 1879 GEDEPORTEERD 1942 UIT DRANCY VERMOORD 29.8.1942 AUSCHWITZ                         | Oudedijk 13 Kralingen-Crooswijk                         | Siegmund Otto Rosenstiel (1879–1942)                        |
|            | HIER WOONDE ELISABETH ROSENSTIEL-DEUTSCH GEB. 1887 GEDEPORTEERD 1942 UIT DRANCY VERMOORD 29.8.1942 AUSCHWITZ                     | Oudedijk 13 Kralingen-Crooswijk                         | Elisabeth Rosenstiel-Deutsch (1887–1942)                    |
|            | HIER WOONDE PHILIP SPETTER GEB. 1914 GEDEPORTEERD 1944 UIT WESTERBORK VERMOORD 29.4.1945 DACHAU                                  | Boezemstraat 167-177 Kralingen-Crooswijk                | Philip Spetter (1914–1945)                                  |
|            | HIER WOONDE DAVID MARCUS DE WOLF GEB. 1872 GEDEPORTEERD 1942 UIT WESTERBORK VERMOORD 15.10.1942 AUSCHWITZ                        | Boezemsingel 25A Kralingen-Crooswijk                    | David Marcus de Wolf (1872–1942)                            |
|            | HIER WOONDE JACOB MOZES WOLF GEB. 1895 GEDEPORTEERD 1942 UIT WESTERBORK VERMOORD 31.3.1944 MIDDEN-EUROPA                         | Jericholaan 49 Kralingen-Crooswijk                      | Jacob Mozes Wolf (1895–1944)                                |
|            | HIER WOONDE REBECCA MARIANNA WOLF GEB. 1932 GEDEPORTEERD 1942 UIT WESTERBORK VERMOORD 9.11.1942 AUSCHWITZ                        | Jericholaan 49 Kralingen-Crooswijk                      | Rebecca Marianna Wolf (1932–1942)                           |
|            | HIER WOONDE SPRANSJE DE WOLF-NORDEN GEB. 1880 GEDEPORTEERD 1942 UIT WESTERBORK VERMOORD 15.10.1942 AUSCHWITZ                     | Boezemsingel 25A Kralingen-Crooswijk                    | Spransje de Wolf-Norden (1880–1942)                         |
|            | HIER WOONDE MINA WOLF-PEZON GEB. 1894 GEDEPORTEERD 1942 UIT WESTERBORK VERMOORD 9.11.1942 AUSCHWITZ                              | Jericholaan 49 Kralingen-Crooswijk                      | Mina Wolf-Pezon (1894–1942)                                 |

## Prins Alexander
In het stadsdeel Prins Alexander is tot nu toe nog geen Stolperstein geplaatst (vanaf juni 2023).

## Data van plaatsingen
- 13 november 2017: Rozenburglaan 100
- 17 november 2017: Jericholaan 49
- 26 april 2018: Boezemstraat 167-177, Oudedijk 212 en 432
- 7 maart 2019: Boezemstraat 11-117

incompleet